# عادل كاظم
عادل كاظم جواد (1939 - 2 أغسطس 2020) كاتب مسرحي وكاتب سيناريو عراقي. يلقب برجل الدراما الأول في العراق. ولد في بغداد ثم نزحت عائلته إلى مدينة البصرة حيث عمل والده عاملاً في مينائها وهناك تعلم وأنهى دراسته الإعدادية، ثم عاد إلى بغداد والتحق بأكاديمية الفنون الجميلة عام 1967، وبعد تخرجه عمل في وزارة الشباب عام 1971. أولى أعماله المسرحية (الطحلب) 1962، وأشهرها مسرحية (الطوفان) 1966.

## أعماله
من أعماله التي كتبها للمسرح والتلفاز:

### مسرحيات
- الطحلب
- الكاع
- الطوفان
- المتنبي
- تموز يقرع الناقوس
- نديمكم هذا المساء
- المومياء
- مقامات أبي الورد
- دائرة الفحم البغدادية

### مسلسلات
- النسر وعيون المدينة
- الذئب وعيون المدينة
- الأحفاد وعيون المدينة
- بنت المعيدي
- حكاية المدن الثلاث
- الأيام العصيبة

## تكريمات
كُرّم في دورة مهرجان المسرح العربي السادسة بالشارقة عام 2014.

## وفاته
توفي في 2 من أغسطس 2020 عن عمر ناهز 81 عام بعد صراع طويل مع المرض.